# 副熱帶高壓
亞熱帶高壓（英語：Subtropical high，又稱亞熱帶高氣壓、副熱帶高壓、副熱帶高氣壓），其脊線稱為副熱帶高壓脊，氣象學名詞，是指活躍於亞熱帶地區的高壓脊，分佈於南北緯30°左右，是一股經常存在但位置不固定的溫暖氣團。它的位置以及內裡氣流的流向可以影響到熱帶氣旋的生成和走向。

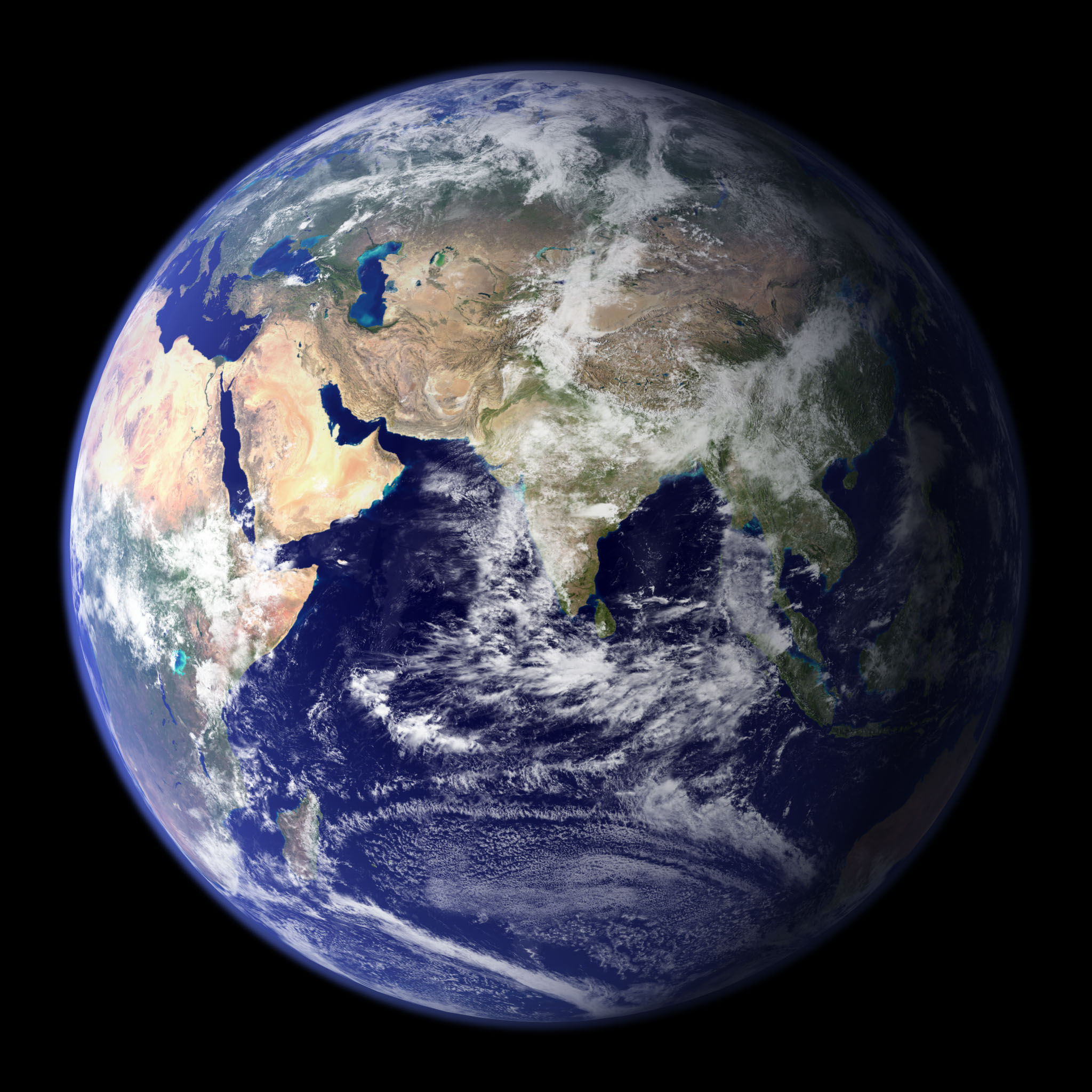
北半球亞热带高压。左侧北非的上空无云，中间印度附近的季风云较多

显示马纬度相对位置的图表

亞熱帶高壓所控制的地區往往會有乾燥、阳光充足、风力弱、少雨的炎熱天氣，是各地夏季高溫熱浪的其中一個主要導因。2013年夏季，中國的上海、武漢等城市和南方地區（除了華南）普遍出現了罕見、持久的超過40攝氏度的高溫天氣，這是因為中國大陸南部的大部分地區受到了西北太平洋亞熱帶高壓的控制。亞熱帶高壓也是世界主要炎热沙漠存在的主要原因，如非洲的撒哈拉沙漠、中东的阿拉伯沙漠和叙利亚沙漠、在美国西南部和墨西哥北部的莫哈維沙漠和索诺拉沙漠，都在北半球相應緯度；阿他加馬沙漠、喀拉哈里沙漠和澳大利亞沙漠則位於南半球相應緯度。
亞熱帶高壓所籠罩的地帶稱為「副熱帶無風帶」、「回歸線無風帶」、「馬緯度無風帶」（英語：Horse latitudes）。

## 成因
为动力成因，地球在赤道附近接收的热辐射最大，导致出现沿热带辐合带的大量对流。这里的气团上升然后发散，受地转偏向力影响，分别向北和南两个方向远离赤道。随着空气向赤道两侧的中纬度地区移动，它会冷却下沉并形成下沉气流。这在两个半球的30度平行线附近产生了一个高压脊。下沉的空气再次发散，一些空气返回赤道，形成了哈德来环流，在夏季，环流被罗德威尔-霍斯金斯机制等其他气候机制加强。 世界上许多沙漠都是由这些气候高氣壓造成的。

## 影响下的气候
副熱帶高壓影响下的气候一般是高温，且层结稳定，對流很不旺盛，所以降水较少。副熱帶高壓的西部层结比较不稳定，东部相对稳定。所以副熱帶高壓西部降水稍多，东部降水就比较少。其影响的气候类型有：
- 热带莽原气候：冬半年时，随着行星风系的季節移动，副熱帶高壓控制此处，使得降雨減少，氣候成干季。
- 热带沙漠气候：副熱帶高壓常年控制此地區，故其气候终年高温干燥。
- 溫帶地中海型气候：夏季，随着行星风系的季节移动，副熱帶高壓控制该气候区，成干季，所以地中海气候亦称「副热带夏干气候」。
- 副熱帶季風氣候和温带季风气候：夏季，北太平洋副高西进北抬，层结不稳定的西部散发出来的高温潮湿的气流在其北面与冷气团相遇，形成锋面（雨带），带来夏半年的降水。但雨带南面的副高控制区往往高温降水稀少，如伏旱天气。

## 活躍時段（太平洋）
每逢南北太平洋的夏季，即北半球的5月至8月，南半球的12月至2月。初時副熱帶高壓一般會呈東西走向，其後會轉為南北走向。
副熱帶高壓在秋季轉弱後，其溫暖氣流令原先被高壓區覆蓋的水域水溫增加，使海面氣壓下降而容易產生熱帶氣旋。特別在北半球的9月和10月，熱帶氣旋會在高水溫的太平洋產生。使到秋季會是熱帶氣旋最常發生的季節，也解釋為什麼夏季熱帶氣旋的生成數量反而不及秋季。

## 移动特点

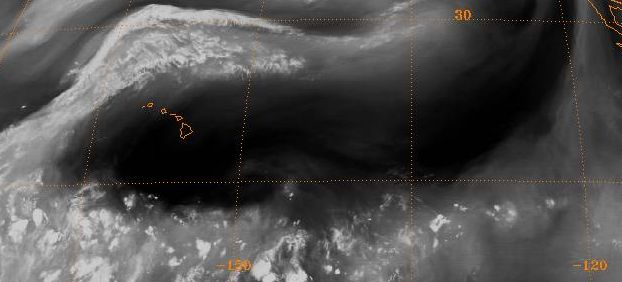
在这张 2000 年 9 月的水汽卫星图像上，副热带高压显示为大面积的黑色（干燥区）。

副热带高压脊在晚春开始向极地迁移，在初秋达到最高纬度，然后在晚秋、冬季和早春向赤道退缩。副热带高压脊在寒冷季节向赤道迁移是由于两极和热带之间的南北温差增加。副热带高压脊的纬向运动与季风槽或热带辐合带的进程密切相关。聖嬰現象會使得高压区更偏北。由于副热带脊的位置和强度不同，它可以增强或抑制季风。
大多数熱帶氣旋形成于靠近赤道的副热带高压一侧，在副高西侧脊线处转向，然后返回到西风带的主带。 当副热带高压脊位置因厄尔尼诺-南方涛动现象移动时，相应的热带气旋路径也会随之改变。日本和韩国以西地区在聖嬰現象發生時受到热带气旋的影响會偏少，而中国大陆热带气旋在拉尼娜年的登陆频率会更高。在厄尔尼诺年，副热带高压脊的断裂處往往位于130°E附近，有利于气旋转向日本列岛；而在拉尼娜年，随着副热带高压脊的位置向西移动，热带气旋更容易对中国产生威胁。 在大西洋，副热带高压脊位置往往位于比在厄尔尼诺年期间偏南5度的地区，这导致那些年热带气旋偏向于影响偏南的区域。
当大西洋多年代际振荡的模式有利于热带气旋形成时（1995 年至今），它将增强横跨大西洋中部和东部的副热带高压。

## 对天气系统形成和空气质量的影响

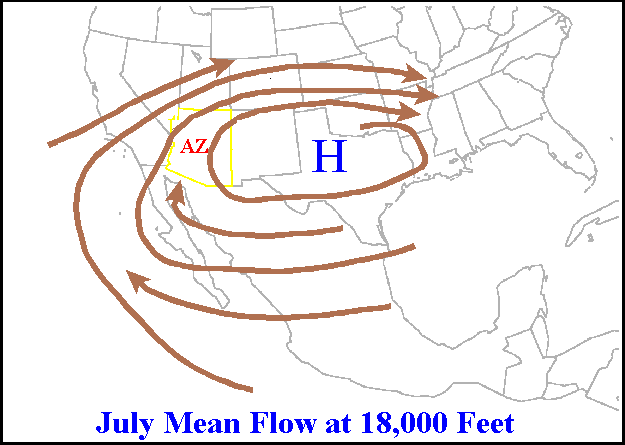
7月平均副热带高压脊线位置

当西北太平洋的副热带高压强于常年时，会导致亚洲出现潮湿的季风季节。 副热带高压的位置与向北季风湿气和雷暴延伸到美国的距离有关。横跨北美的副热带脊通常向北迁移足够远，以在 7 月至 9 月期间开始穿越西南沙漠的季风条件。 当副热带高压移动到更偏北的四角地带时，季风雷暴会向北蔓延到亚利桑那州。当高压向南移动时，其环流切断了水分，炎热干燥的大陆气团从西北返回，因此整个沙漠西南地区的大气干燥，导致季风状态中断。 
在副高西部边缘（通常在大陆的东海岸），高压单元将热带气流向北推向南。在美国，副热带高压百慕大高压有助于创造炎热、闷热的夏季，每天都有雷暴，具有典型的墨西哥湾和美国东海岸的浮力气团。这种流动模式也出现在其他亚热带气候的大陆东部海岸，如华南、日本南部、南美洲中东部潘帕斯、昆士兰南部和南非夸祖鲁-纳塔尔省。 
当地表风变轻时，副热带高压脊正下方产生的沉降会导致山脊下城市地区的颗粒物积聚，从而导致大范围的雾霾。 如果低水平的相对湿度在一夜之间上升到 100%，就会形成雾。 

## 外部連結
- 什麼是“副熱帶高壓”？
- 中國科普博覽－副熱帶高壓